# Wētā
I Wētā sono un gruppo di circa 100 specie di insetti delle famiglie Anostostomatidae e Rhaphidophoridae endemici della Nuova Zelanda. Sono grilli giganti incapaci di volare e alcuni sono tra gli insetti più pesanti del mondo. Generalmente notturni, la maggior parte delle specie più piccole sono carnivore e spazzine, mentre le specie più grandi sono erbivore. I Wētā sono predati dai mammiferi alloctoni della Nuova Zelanda e alcune specie sono ora in pericolo critico di estinzione.

## Origine del nome
Wētā è un prestito, dalla parola in lingua Māori wētā, che si riferisce a questo gruppo di grandi insetti; alcuni tipi di wētā hanno uno specifico nome Māori. Nell'inglese neozelandese si scrive "weta" o "wētā", anche se la forma con i macron è sempre più comune nella scrittura formale, poiché la parola Māori weta (senza macron) significa invece "sporcizia" o "escremento".

## Caratteristiche generali
Molte wētā sono insetti piuttosto grandi alcune specie sono tra gli insetti più grandi e pesanti del mondo. Il loro aspetto è simile a quello di un Tettigoniide, di una cavalletta o di un grillo con lunghe corna, ma con le zampe posteriori più grandi e spesso molto spinose, molti sono privi di ali. Poiché sono in grado di sopportarne le variazioni in temperatura, le wētā si trovano in una varietà di ambienti, tra cui quelli alpini, le foreste, le praterie, le grotte, gli arbusteti e i giardini urbani. Sono insetti notturni incapaci di volare. Le diverse specie hanno una dieta diversa, la maggior parte sono predatori o onnivori che si nutrono di altri invertebrati, ma i wētā arborei e giganti si nutrono soprattutto di licheni, foglie, fiori, capolini di semi e frutta.

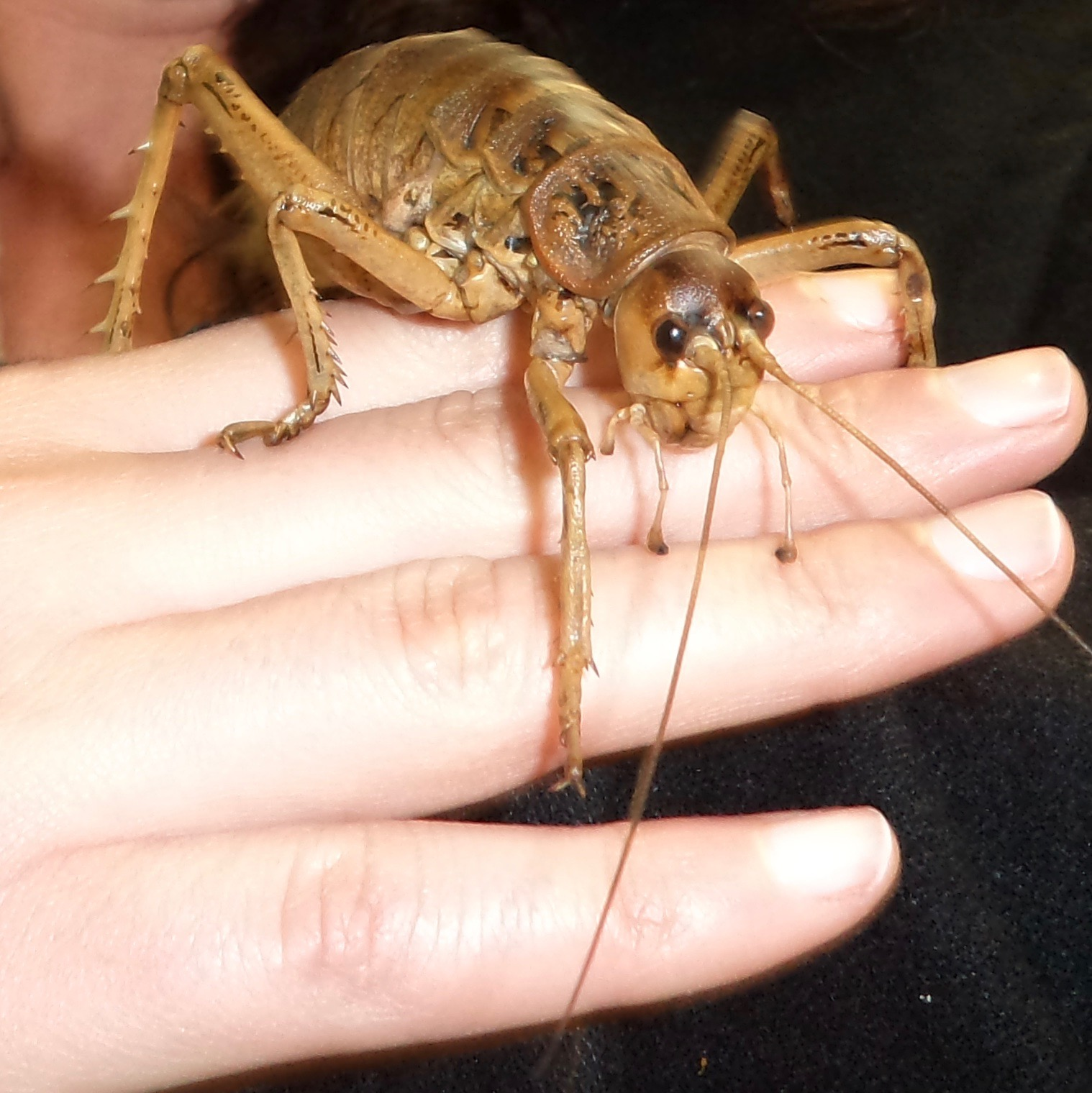
Wētā gigante dello stretto di Cook (Deinacrida rugosa)

I maschi di wētā gigante (Deinacrida sp.) sono più piccoli delle femmine e competono per le compagne. I maschi di wētā arboricola (Hemideina sp) hanno teste più grandi delle femmine e un sistema di accoppiamento poliginandrico (ambi i sessi hanno più partner sessuali simultaneamente) con formazione di harem e competizione tra i maschi per le compagne. I maschi di wētā terrestre (Hemiandrus sp.) procurano doni alle femmine consistenti in cibo quando si accoppiano e le femmine di alcune specie forniscono cure materne. Le uova di wētā vengono deposte nel terreno nei mesi autunnali e invernali e si schiudono nella primavera successiva. Un wētā impiega da uno a due anni per raggiungere l'età adulta e in questo lasso di tempo farà la muta circa dieci volte.
I wētā sono dotate di potenti mandibole, i loro morsi sono dolorosi ma non particolarmente comuni. I wētā arboricoli sollevano le zampe posteriori per avvertire i nemici, cercando di sembrare sembrare grandi e spinosi, e poi le abbassano per stridere, le "creste" presenti sui lati del loro addome vengono colpite da un gruppo di piccole "spine" sulla superficie interna delle loro zampe posteriori, e questa azione produce un suono distintivo. La femmina di wētā sembra avere un pungiglione, ma è un ovopositore, che le permette di deporre le uova all'interno di legno marcio o nel terreno muschioso. Alcune specie di Hemiandrus hanno ovopositori molto corti, questo forse è dovuto dal fatto che scavano nel terreno e depongono le uova in una camera speciale in fondo alla loro tana.

## Evoluzione

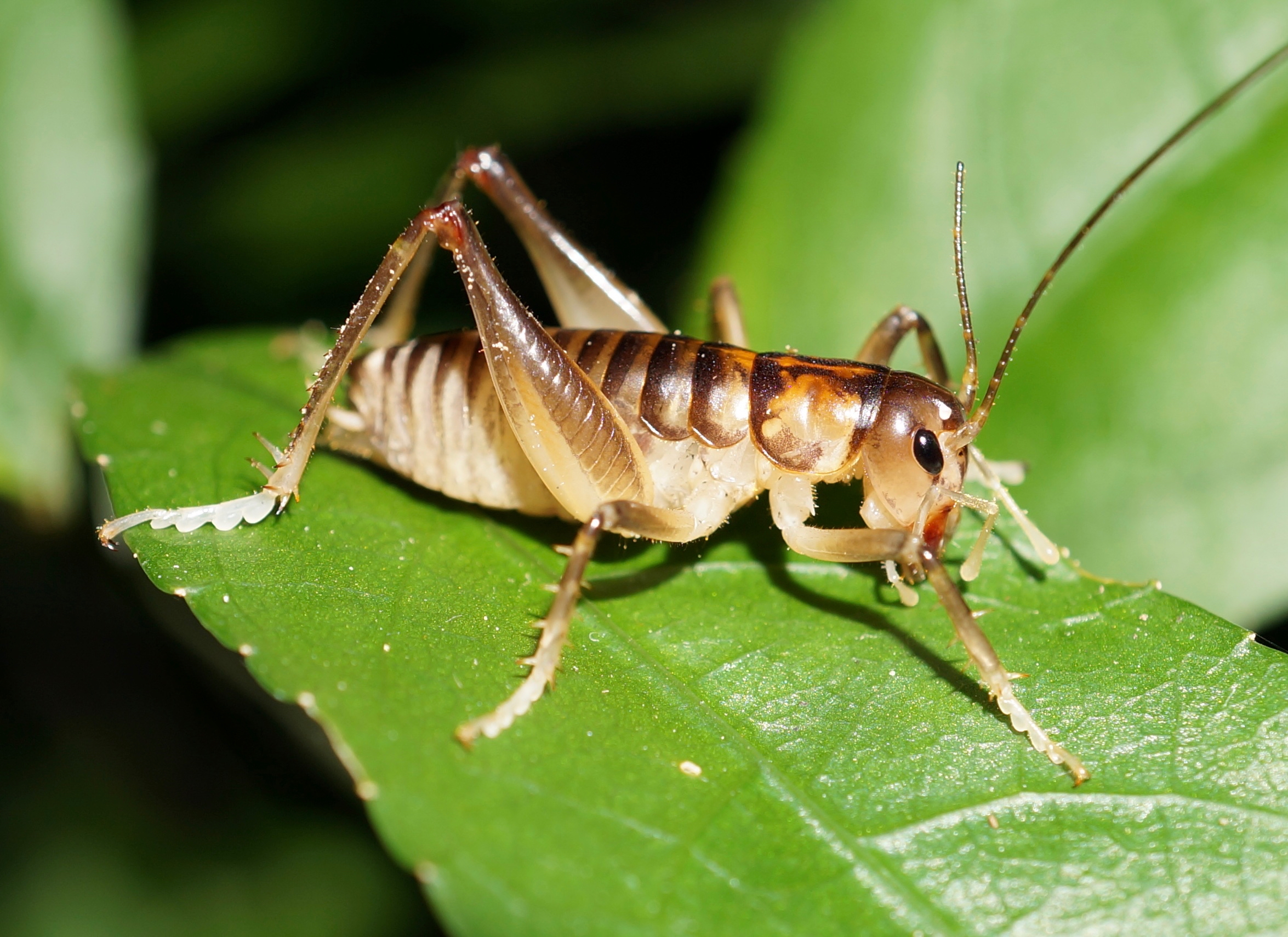
un maschio di wētā terrestre, Hemiandrus pallitarsis

Sono stati trovati ortotteri fossilizzati in Russia, Cina, Sudafrica, Australia e Nuova Zelanda, ma le relazioni tra essi sono aperte a diverse interpretazioni da parte degli scienziati. La maggior parte dei wētā di entrambe le famiglie si trova nell'emisfero meridionale. I wētā erano probabilmente presenti nell'antico Gondwana prima che la Zealandia se ne separasse. I Rhaphidophoridae si sono dispersi nei mari per colonizzare le isole Chatham, le isole Auckland, Snares e Campbell. Le specie esistenti attualmente potrebbero essere il risultato di una radiazione recente, in conflitto con le idee precedenti sulla dispersione degli antenati dei wētā nell'emisfero meridionale (Wallis et al. 2000).

## Conservazione

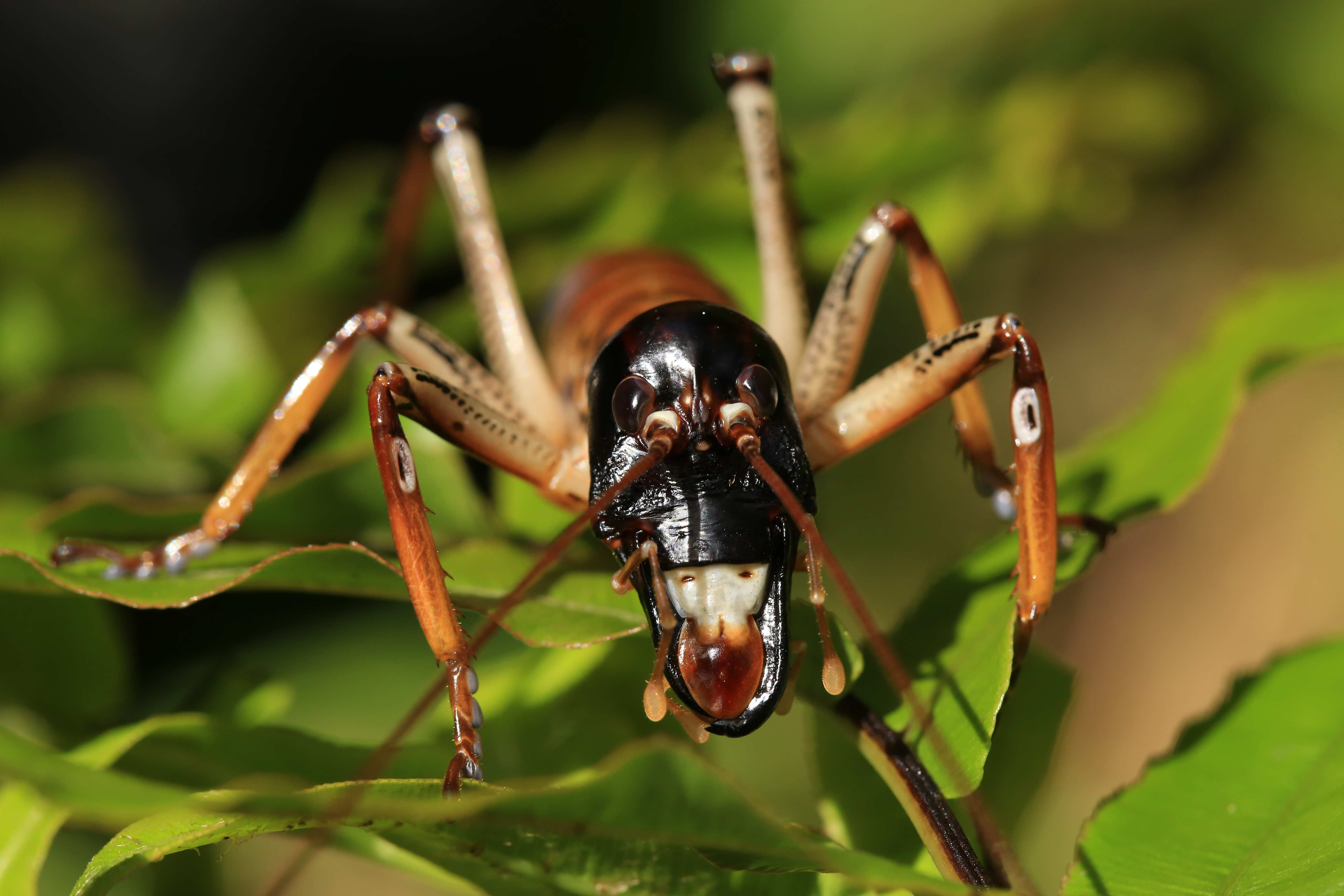
Maschio di wētā arboricola, Hemideina thoracica

Sebbene prima dell'arrivo dell'uomo i wētā avessero predatori autoctoni come uccelli (in particolare il weka e il kiwi), rettili e pipistrelli, le specie introdotte, come gatti, ricci, ratti (compreso il kiore) e mustelidi hanno causato un forte aumento della predazione verso i wētā. Sono inoltre vulnerabili alla distruzione dell'habitat causata dall'uomo e alla modifica del loro habitat causata dagli animali domestici introdotti. Il Dipartimento di Conservazione della Nuova Zelanda considera a rischio 16 delle 70 specie. Dagli anni '70 sono stati attuati programmi per prevenirne l'estinzione.
Alcune specie particolarmente a rischio di estinzione sono monitorate da radiofari.

## Nella cultura popolare
I neozelandesi Peter Jackson, Richard Taylor e Jamie Selkirk hanno fondato la compagnia di effetti speciali digitali Weta Digital, dandole il nome dell'insetto. In seguito l'azienda è stata rinominata Wētā FX.
Non a caso, nel film King Kong diretto proprio da Peter Jackson, tra le creature dell'Isola del Teschio compaiono delle cavallette giganti nella scena del Canyon, chiamate proprio Weta-rex per le loro dimensioni e ferocia.